# Boomerang Franciaország
A Boomerang Franciaország (franciául: Boomerang France) a Boomerang rajzfilmadó francia adásváltozata, mely klasszikus rajzfilmsorozatokat, illetve humoros animációs sorozatokat vetít. Fogható Franciaország területén. Először 2003. április 23-án sugárzott, ezzel a világ negyedik Boomerang csatornájaként lett bejegyezve, mint az amerikai Boomerang csatorna helyi változata, más arculattal.
Ma az Európa-szerte használt arculatot használja, 2012 áprilisától.

## Műsorok

### Jelenlegi műsorok
- Bolondos dallamok
- A Garfield-show
- Rózsaszín Párduc és barátai
- Rózsaszín Párduc
- Tom és Jerry
- Tom és Jerry gyerekshow
- Tom és Jerry újabb kalandjai
- Bébi bolondos dallamok
- Szuperdod kalandjai
- Szilveszter és Csőrike kalandjai
- Taz-mánia
- Scooby-Doo, merre vagy?
- A Scooby-Doo-show
- Fakopáncs Frici újabb kalandjai
- Popeye, a tengerész
- Újabb bolondos dallamok
- Mr. Bean (televíziós sorozat, 2002)